# Masterpiece (canción de Motionless in White)
«Masterpiece» es una canción de la banda estadounidense de metalcore Motionless in White. Fue lanzado el 14 de abril de 2022 como el segundo sencillo de su sexto álbum de estudio Scoring the End of the World (2022). El sencillo se convirtió en la primera canción de la banda en alcanzar el número uno en la lista de Billboard Mainstream Rock Airplay.

## Composición y letra
"Masterpiece" fue escrita por Chris "Motionless" Cerulli, Justin deBlieck, Drew Fulk, Steve Sopchak y Erik Ron y compuesta por la banda. La canción ha sido descrita como una "balada pesada". En un comunicado de prensa, Cerulli dijo:

"Masterpiece es una canción que siento que encarna la naturaleza cruda y brutalmente honesta de lo que hace Motionless in White. Me llevó muchos años reconocer por completo que este tipo de canciones son realmente el alma de la relación entre la banda y nuestros fans. Hay algo realmente poderoso y mágico en ser capaz de escribir una canción que no solo exprese tus emociones y sentimientos más profundos, sino escribir algo que pueda expresar los sentimientos de aquellos a quienes les resulta difícil articular los suyos a veces. Es otro nivel de especial. En mi propia experiencia como oyente, este tipo de canciones siempre han ofrecido consuelo en medio del dolor, y Masterpiece es mi forma de devolver esa energía al universo para que otros puedan encontrarla y llevarla consigo. Todos estamos pasando por algo oscuro en nuestras cabezas a diario, así que ¿por qué no atravesarlo juntos?"

## Lanzamiento y promoción
La canción fue lanzada el 14 de abril de 2022 como el segundo sencillo del sexto álbum de estudio de Motionless in White, Scoring the End of the World. La banda lanzó una versión reimaginada de la canción el 26 de agosto de 2022 llamada "Masterpiece: Motion Picture Collection".

## Video musical
El videoclip de "Masterpiece" se estrenó el mismo día que se transmitió el sencillo. Fue dirigido por Max Moore, el video muestra a la banda en una casa abandonada, buscando entre los restos de un pasado perdido hasta que un incendio catártico lo quema todo.

## Posicionamiento en lista
| Lista (2022)                                  | Posición |
| --------------------------------------------- | -------- |
| Estados Unidos (Digital Songs)                | 37       |
| US Hard Rock Digital Song Sales (Billboard)   | 1        |
| Estados Unidos (Hot Rock & Alternative Songs) | 32       |
| Estados Unidos (Mainstream Rock)              | 1        |